# 蜷川親元

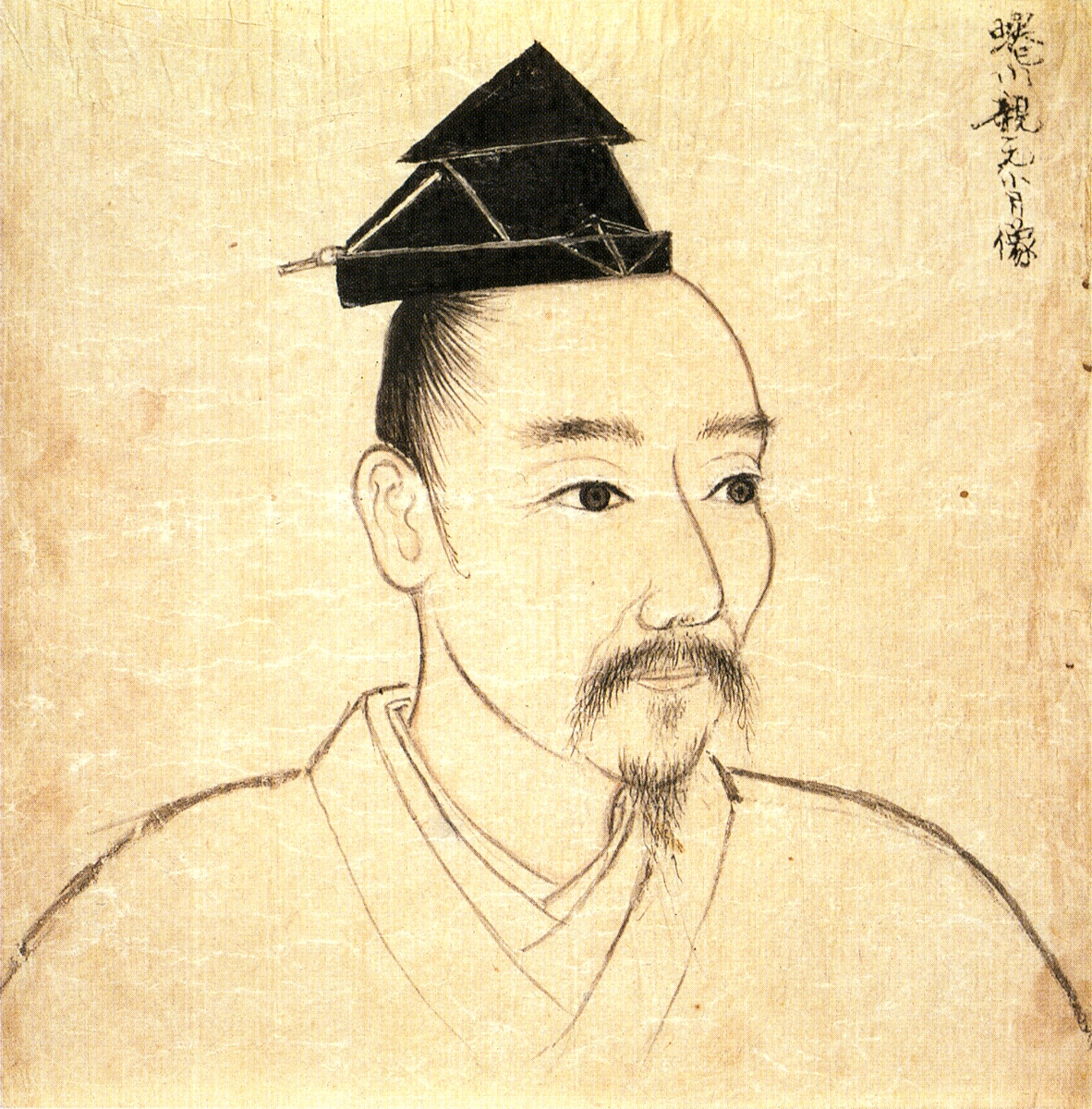
蜷川親元像紙形
（伝土佐光信筆、内閣文庫蔵）

蜷川 親元（にながわ ちかもと、永享5年（1433年） - 長享2年5月25日（1488年7月4日））は、室町時代の幕府官僚・歌人。足利義政・足利義尚将軍期の政所代。蜷川新右衛門親当（智蘊）の子で、法名は道寿、号は不白。また、蜷川氏当主は代々「新右衛門尉（しんえもんのじょう）」を名乗っている。子に親孝。
政所執事伊勢貞親・貞宗に仕える。寛正元年（1460年）に伊勢貞親が政所執事に就任すると同時に政所執事代に就任、将軍家の家産を司る。山名宗全・細川勝元らによって貞親が政所執事を解任されて追放された文正の政変以降、浮沈の激しかった貞親と行動を共にしたらしく、文明4年（1472年）4月には貞親の亡命先である近江国坂本に滞在していることが知られている。
文明5年（1473年）正月に伊勢貞親は若狭国にて死去、3月に山名宗全、5月に細川勝元も死去したことで、身の安全が確保されたらしく、6月に京都に帰還すると、8月に政所執事代に再任された。能書家として知られ、武家故実にも通じていた。日記に『親元日記』がある。